# SV Hygiea
Sportvereniging Hygiea is een softbalvereniging uit het Zuid-Hollandse Den Haag. Voorheen had Hygiea ook een dameshandbalafdeling waar ze drie keer landskampioen van Nederland en acht keer landskampioen op het veld werden.

## Erelijst

### Handbal
| Nationaal               |    |                                                |
| Landskampioenschap      | 2x | 1956/57, 1957/58                               |
| Landskampioenschap veld | 8x | 1934, 1939, 1941, 1943, 1946, 1958, 1959, 1960 |